# Бенгтсфорс
Бенгтсфорс (швед. Bengtsfors) — городской район и центральный город муниципалитета Бенгтсфорс в регионе Дальсланд.
Расположен между озёрами Леланг и Бенгтсброхёльен. В городе находится единственная в муниципалитете гимназия и средняя школа (Strömkullegymnasiet и Bengtsgården).

## История
Раньше в Бенгтсфорсе располагался завод Volvo по производству автомобильных сидений Dalslandsverken, который позже был продан и стал одним из заводов корпорации Lear. Однако это место никогда не было оптимальным с точки зрения расположения, поскольку транспортные пути были длинными и имели низкую пропускную способность. Именно тогдашний министр финансов Гуннар Странг в 1965 году с помощью государственного финансирования убедил Volvo перенести производство сидений в Бенгтсфорс. Весной 1999 года завод был закрыт из-за желания перенести его ближе к производству легковых автомобилей в Гётеборге. Поскольку это был крупнейший работодатель города с более чем 800 сотрудниками, посёлок сильно пострадал. Финансовый ущерб для муниципалитета был несколько смягчён, поскольку корпорация Lear продолжала платить за аренду помещений в течение нескольких лет после закрытия предприятия.

## Транспорт
В течение многих лет в Бенгтсфорсе было две железнодорожные станции. Западная станция, расположенная в Lelången недалеко от центра деревни, была конечной станцией железной дороги Lelången, которая была открыта в 1895 году и закрыта здесь в 1960 году. Она соединяла Бенгтсфорс с Уддеваллой.
Восточная станция расположена над склоном на окраине деревни на железной дороге DVVJ (Dal-Västra Värmlands Järnväg), которая проходит между Меллерудом и Орьенгом. Летом DVVJ используется для туристических перевозок на юг, но регулярные пассажирские перевозки в Бенгтсфорс по DVVJ прекратились в 1986 году. На севере трасса используется для выездки на велосипедах.
Общественный транспорт сегодня — это автобус, организованный компанией Västtrafik. Есть автобусы до Årjäng, Amal и Uddevalla, среди прочих мест. Ближайшие аэропорты — аэропорт Тролльхеттан (104 км) и аэропорт Карлстад (114 км).

## Достопримечательности
Соломенный дом (швед. Halmens Hus) — единственный музей соломенного искусства в северных странах.
Старая ферма (швед. Gammelgården) показывает типичные дома и места из прошлого.
Дальсландский канал и железная дорога являются достопримечательностями, а природная красота вокруг озёр также привлекательна.